# Chesny
Chesny est une commune française située dans le département de la Moselle en région Grand Est.

## Géographie

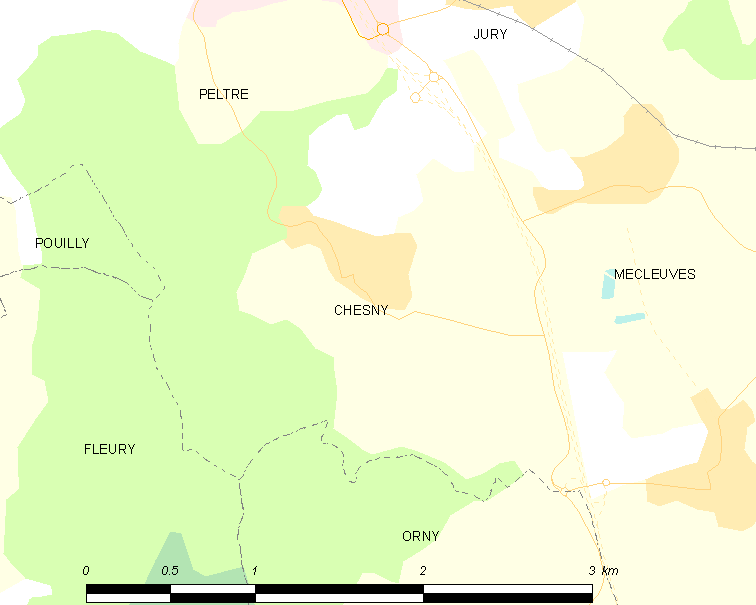
Carte de la commune.

### Accès
|         | Peltre |           |
| Pouilly | Chesny | Mécleuves |
| Fleury  | Orny   |           |

### Hydrographie
La commune est située dans le bassin versant du Rhin au sein du bassin Rhin-Meuse. Elle est drainée par le ruisseau Saint-Pierre, le ruisseau de Champ le Bœuf et le ruisseau de l'Étang Peigneux.
Le ruisseau Saint-Pierre, d'une longueur totale de 12,7 km, prend sa source dans la commune de Orny et se jette  dans la Seille à Metz, après avoir traversé quatre communes.

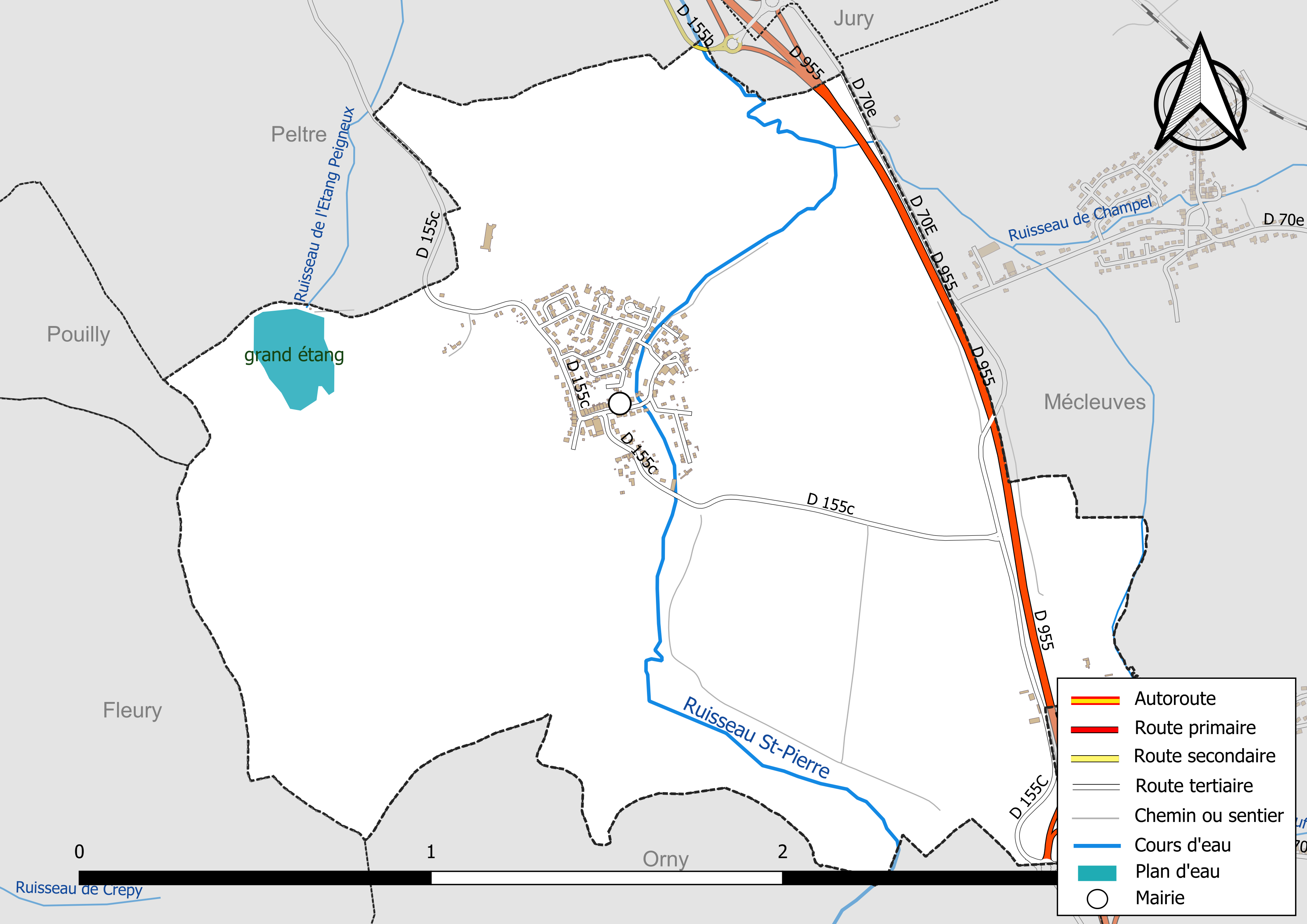
Réseaux hydrographique et routier de Chesny.

La qualité des eaux des principaux cours d’eau de la commune, notamment du ruisseau Saint-Pierre, peut être consultée sur un site spécial géré par les agences de l’eau et l’Agence française pour la biodiversité.

### Climat
Pour des articles plus généraux, voir Climat du Grand Est et Climat de la Moselle.
En 2010, le climat de la commune est de type climat océanique dégradé des plaines du Centre et du Nord, selon une étude du Centre national de la recherche scientifique s'appuyant sur une série de données couvrant la période 1971-2000. En 2020, Météo-France publie une typologie des climats de la France métropolitaine dans laquelle la commune est exposée à un climat semi-continental et est dans la région climatique  Lorraine, plateau de Langres, Morvan, caractérisée par un hiver rude (1,5 °C), des vents modérés et des brouillards fréquents en automne et hiver. 
Pour la période 1971-2000, la température annuelle moyenne est de 9,8 °C, avec une amplitude thermique annuelle de 16,7 °C. Le cumul annuel moyen de précipitations est de 761 mm, avec 11,6 jours de précipitations en janvier et 9,3 jours en juillet. Pour la période 1991-2020, la température moyenne annuelle observée sur la station météorologique de Météo-France la plus proche, « M.n.l. », sur la commune de Goin à 8 km à vol d'oiseau, est de 10,7 °C et le cumul annuel moyen de précipitations est de 678,8 mm. 
La température maximale relevée sur cette station est de 39,5 °C, atteinte le 24 juillet 2019 ; la température minimale est de −16,3 °C, atteinte le 2 janvier 1997,,. 
Les paramètres climatiques de la commune ont été estimés pour le milieu du siècle (2041-2070) selon différents scénarios d'émission de gaz à effet de serre à partir des nouvelles projections climatiques de référence DRIAS-2020. Ils sont consultables sur un site spécial publié par Météo-France en novembre 2022.

## Urbanisme

### Typologie
Au 1er janvier 2024, Chesny est catégorisée bourg rural, selon la nouvelle grille communale de densité à sept niveaux définie par l'Insee en 2022.
Elle est située hors unité urbaine. Par ailleurs la commune fait partie de l'aire d'attraction de Metz, dont elle est une commune de la couronne,. Cette aire, qui regroupe 245 communes, est catégorisée dans les aires de 200 000 à moins de 700 000 habitants,.

### Occupation des sols
L'occupation des sols de la commune, telle qu'elle ressort de la base de données européenne d’occupation biophysique des sols Corine Land Cover (CLC), est marquée par l'importance des territoires agricoles (64,9 % en 2018), une proportion sensiblement équivalente à celle de 1990 (65,7 %). La répartition détaillée en 2018 est la suivante : 
terres arables (51,9 %), forêts (28,4 %), prairies (13 %), zones urbanisées (6,7 %). L'évolution de l’occupation des sols de la commune et de ses infrastructures peut être observée sur les différentes représentations cartographiques du territoire : la carte de Cassini (XVIIIe siècle), la carte d'état-major (1820-1866) et les cartes ou photos aériennes de l'IGN pour la période actuelle (1950 à aujourd'hui).

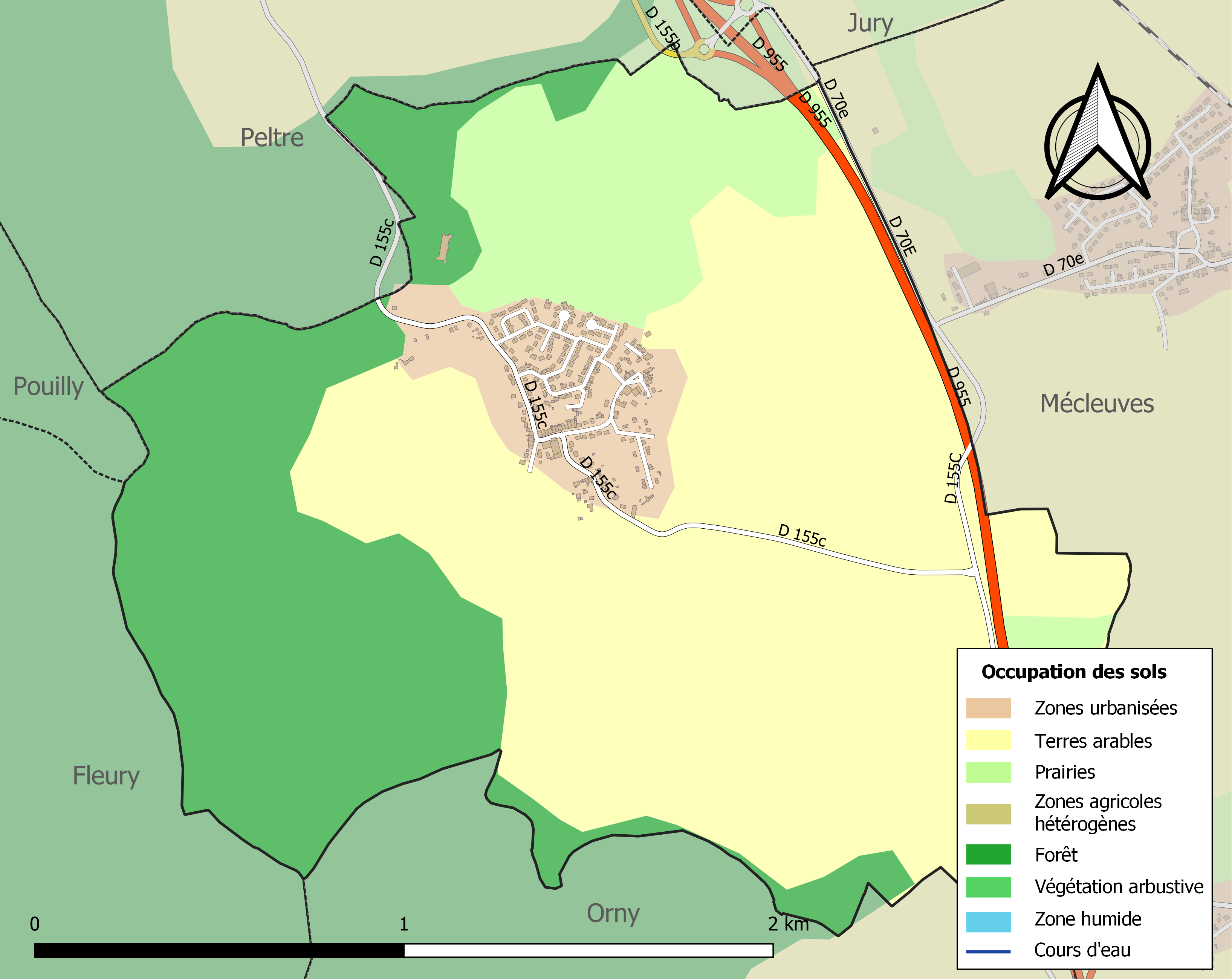
Carte des infrastructures et de l'occupation des sols de la commune en 2018 (CLC).

## Toponymie
Le toponyme Chesny est issu du gaulois cassanos signifiant chêne.
- 1269 : Cheinney
- 1309 : Chenney
- 1335 : Chaney
- 1338 : Chainney
- 1404 : Chenney
- 1544 : Chesni
- XVIIIe siècle : Chesny
- En 1915–1918 et 1940–1944 (en allemand) : Kessenach.

## Histoire
Chesny est un village de l'ancien Saulnois en Pays messin. Il appartient à l’abbaye Saint-Clément de Metz en 1685. Le village est siège d’une cure dépendant de l’archiprêtré de Noisseville
L’écart de  la Horgne où pend l’enseigne le cheval rouge  est mentionné au XVIIe siècle dès les premières années des registres paroissiaux. Nommé également le Cheval-Rouge, c’est une ferme et un poste à chevaux sur la route de Metz à Strasbourg au sud-est de Chesny. L’auberge Alger apparait vers 1860 dans les registres. Le café des Voyageurs a été détruit en 2004 pour laisser place à la voie rapide entre Metz et Orny.
La seigneurie appartenait au XVIe siècle aux de Gournay et aux Collinot de Toul, au XVIIe siècle aux d'Auburtin et aux Chauvenel.
En 1790, Chesny fait partie du canton de Goin et passe en 1802 dans celui de Verny. Il a pour annexes la Horgne au Cheval Rouge et le Cheval Brun ou Alger.
En 1817, Chesny est séparé en deux hameaux distingués par haut et bas. Il y a 186 individus, 36 maisons, 388 ha de territoires productifs dont 107 en bois.
De 1790 à 2015, Chesny était une commune de l'ex-canton de Verny.

### Liste des curés de Chesny avant la Révolution
Liste des curés d’après les registres paroissiaux :
- Jean Le Lorrain (†1704), curé de Chesny pendant 24 ans ;
- Bertrand jusqu’en 1716 ;
- Nicolas Palle de 1721 à 1750 ;
- Louis Coigrand de 1750 à 1765 ;
- Jenot après 1766 ;
- Tourelle en 1791[18].

## Politique et administration
| Période                                  | Période       | Identité            | Étiquette | Qualité |
| ---------------------------------------- | ------------- | ------------------- | --------- | ------- |
| Les données manquantes sont à compléter. |               |                     |           |         |
| mars 1989                                | mars 2001     | Albert Metzeler     |           |         |
| mars 2001                                | déc. 2005     | René Zimmermann     |           |         |
| 2 déc. 2005                              | mars 2008     | Jean-Claude Coillot |           |         |
| mars 2008                                | décembre 2018 | Patrick Gérum       |           |         |
| mars 2019                                | En cours      | Pascal Huber        |           |         |

## Démographie
L'évolution du nombre d'habitants est connue à travers les recensements de la population effectués dans la commune depuis 1793. Pour les communes de moins de 10 000 habitants, une enquête de recensement portant sur toute la population est réalisée tous les cinq ans, les populations de référence des années intermédiaires étant quant à elles estimées par interpolation ou extrapolation. Pour la commune, le premier recensement exhaustif entrant dans le cadre du nouveau dispositif a été réalisé en 2004.

En 2022, la commune comptait 557 habitants, en évolution de −7,63 % par rapport à 2016 (Moselle : +0,52 %, France hors Mayotte : +2,11 %).
| 1793 | 1800 | 1806 | 1821 | 1836 | 1841 | 1861 | 1866 | 1871 |
| ---- | ---- | ---- | ---- | ---- | ---- | ---- | ---- | ---- |
| 152  | 148  | 192  | 173  | 185  | 182  | 196  | 181  | 163  |

| 1875 | 1880 | 1885 | 1890 | 1895 | 1900 | 1905 | 1910 | 1921 |
| ---- | ---- | ---- | ---- | ---- | ---- | ---- | ---- | ---- |
| 156  | 143  | 134  | 150  | 146  | 146  | 147  | 219  | 120  |

| 1926 | 1931 | 1936 | 1946 | 1954 | 1962 | 1968 | 1975 | 1982 |
| ---- | ---- | ---- | ---- | ---- | ---- | ---- | ---- | ---- |
| 133  | 147  | 149  | 127  | 134  | 229  | 137  | 328  | 299  |

| 1990 | 1999 | 2004 | 2006 | 2009 | 2014 | 2019 | 2022 | - |
| ---- | ---- | ---- | ---- | ---- | ---- | ---- | ---- | - |
| 286  | 370  | 380  | 384  | 542  | 581  | 577  | 557  | - |

L’ouvrage de reconstitution des familles de Chesny publié par le Cercle généalogique du Pays messin pour la période 1696 et 1905 recense 798 familles.

## Culture locale et patrimoine

### Lieux et monuments

#### Édifices civils
- Passage d'une voie romaine.
- Traces d'un château XVIe siècle
- Forts de Chesny, en pleine forêt : ils abritent aujourd’hui des laboratoires de recherche de l’école nationale d'ingénieurs de Metz.
- Ouvrage d'infanterie de Chesny-nord
- Ouvrage d'infanterie de Chesny-sud

#### Édifice religieux
- Église Saint-Nicolas néo-romane 1852.

### Personnalités liées à la commune
- Alphonse François Louis Champigneulle (1831-1874), militaire, chevalier de la Légion d’honneur (1870), né à La Horgne au Cheval Rouge[25].

### Héraldique
| Blason de Chesny | Blason  | Coupé: au 1er d'or au lion issant de gueules, armé, lampassé et couronné d'azur, au 2e d'azur à trois besants d'argent. |
| Blason de Chesny | Détails | Attribué en septembre 1950                                                                                              |

## Pour approfondir